# Muhammad Bahr al-Ulum
Muhammad Bahr al-Ulum (arabisch محمد بحر العلوم, DMG Muḥammad Baḥr al-ʿUlūm; * 17. Dezember 1927 in Nadschaf; † 7. April 2015 ebenda) war ein schiitischer Geistlicher aus Nadschaf im Irak.
Al-Ulum war ein politischer Gegner des säkularen Baath-Parteichefs und Diktators Saddam Hussein. In dem Zeitraum, in dem er auch Mitglied der islamischen Gesellschaft Dschama'at al-Ulama war, studierte er unter Großajatollah Muhsin al-Hakim und hatte enge Verbindungen zur Dawa-Partei. Im Jahre 1969 floh er mit Muhsin al-Hakims Sohn Muhammad Mahdi al-Hakim aus dem Irak. Später zog er nach London. Er wurde 1992 in den Präsidialrat des Irakischen Nationalkongresses gewählt, trat im Mai 1995 jedoch wieder aus. Schließlich tat er sich mit der wohltätigen al-Choe'i-Stiftung zusammen. Während seines Exils arbeitete er daran, Saddam Husseins Herrschaft zu beenden und an ihrer statt eine Demokratie im Irak einzurichten.
Als Saddam Hussein gestürzt war, wurde Muhammad Bahr al-Ulum trotz seiner Skepsis gegenüber den Beweggründen der USA, Hussein zu stürzen, Mitglied im rotierenden neun-köpfigen Präsidium des irakischen Regierungsrates und war vom 13. Juli 2003 bis zum 1. August Präsident des Regierungsrates. Nach dem Bombenattentat am 30. August 2003 in Nadschaf, bei dem al-Ulums Freund Muhammad Baqir al-Hakim getötet wurde, trat er aus Protest gegen die nicht erfolgte Etablierung von Gesetz und Ordnung zurück. Später kam er jedoch in den Regierungsrat zurück und war vom 1. März 2004 bis zum 1. April zum wiederholten Mal Präsident des Rates.
Muhammad Bahr al-Ulum war der Vater des irakischen Ölministers Ibrahim Bahr al-Ulum.